# Vestland fylke
Vestland fylke är ett fylke i Norge  Fylket gränsar till fylkena Møre og Romsdal i norr, Innlandet, Buskerud,  och Telemark i öster samt Rogaland i söder. Den politiska ledningen samt administrationschefen har staden Bergen som säte.
För den statliga fylkesadministrationen inrättades redan den 1 januari 2019 ett enda ämbete som statsförvaltare (tidigare kallat fylkesman) för det område som omfattas av de två fylkeskommunerna, med säte i Leikanger.

## Administrativ historik
Vestland fylke bildades den 1 januari 2020 genom en sammanslagning av Hordaland fylke och Sogn og Fjordane fylke. Sammanslagningen var en del av Norges regionreform, som syftade till att ersätta landets dåvarande 19 fylken med elva regioner. 

## Kommuner
I Vestland fylke finns 43 kommuner:
- Alvers kommun
- Askvolls kommun
- Askøy kommun
- Aurlands kommun
- Austevolls kommun
- Austrheims kommun
- Bergens kommun
- Bjørnafjordens kommun
- Bremangers kommun
- Bømlo kommun
- Eidfjords kommun
- Etne kommun
- Fedje kommun
- Fitjars kommun
- Fjalers kommun
- Gloppens kommun
- Gulens kommun
- Hyllestads kommun
- Høyangers kommun
- Kinns kommun
- Kvams kommun
- Kvinnherads kommun
- Lusters kommun
- Lærdals kommun
- Masfjordens kommun
- Modalens kommun
- Osterøy kommun
- Samnangers kommun
- Sogndals kommun
- Solunds kommun
- Stads kommun
- Stords kommun
- Stryns kommun
- Sunnfjords kommun
- Sveio kommun
- Tysnes kommun
- Ullensvangs kommun
- Ulviks kommun
- Vaksdals kommun
- Viks kommun
- Voss kommun
- Årdals kommun
- Øygardens kommun

## Städer
I Vestland fylke finns sex städer:
- Bergen (residensstad)
- Florø
- Førde
- Leirvik
- Måløy
- Odda